# Parli
Parli là một thành phố và là nơi đặt hội đồng đô thị (municipal council) của quận Bid thuộc bang Maharashtra, Ấn Độ.

## Nhân khẩu
Theo điều tra dân số năm 2001 của Ấn Độ, Parli có dân số 88.510 người. Phái nam chiếm 52% tổng số dân và phái nữ chiếm 48%. Parli có tỷ lệ 68% biết đọc biết viết, cao hơn tỷ lệ trung bình toàn quốc là 59,5%: tỷ lệ cho phái nam là 76%, và tỷ lệ cho phái nữ là 60%. Tại Parli, 14% dân số nhỏ hơn 6 tuổi.